# Generación del 98
La generación del 98 es el nombre con el que se ha reunido tradicionalmente a un grupo de escritores, ensayistas y poetas españoles que se vieron profundamente afectados por la crisis moral, política y social desencadenada en España por la derrota militar en la guerra hispano-estadounidense y la consiguiente pérdida de Puerto Rico, Guam, Cuba y Filipinas en 1898. 
El nombre fue acuñado por José Martínez Ruiz (comúnmente conocido como "Azorín") en sus ensayos de 1913 titulados "La generación de 1898". El historiador Raymond Carr define la generación del 98 como el "grupo de escritores creativos nacidos en los años setenta, cuyas obras principales se ubican en las dos décadas posteriores a 1898". 
Los intelectuales de este grupo son conocidos por sus críticas al mundo literario y educativo español, al que consideraban conformista, ignorante y carente de espíritu. Sus críticas estaban estrechamente relacionadas con la aversión del grupo hacia el movimiento de Restauración que se desarrollaba en el Gobierno español. 
Se inspiraron en la corriente crítica del canovismo denominada regeneracionismo y ofrecieron una visión artística en conjunto en La generación del 98. Clásicos y modernos. 

## Contexto histórico
El grupo conocido como la generación del 98 se vio influenciado por varios acontecimientos y tendencias importantes de la historia española. Según la definición de Carr, la mayoría de ellos nacieron en la década de 1870. Estos hombres se vieron especialmente influenciados por la derrota y humillación de España en la guerra hispano-estadounidense de 1898, que cristalizó en dos movimientos políticos distintos, el republicanismo y el monarquismo carlista, marcados por la oscilación del poder:

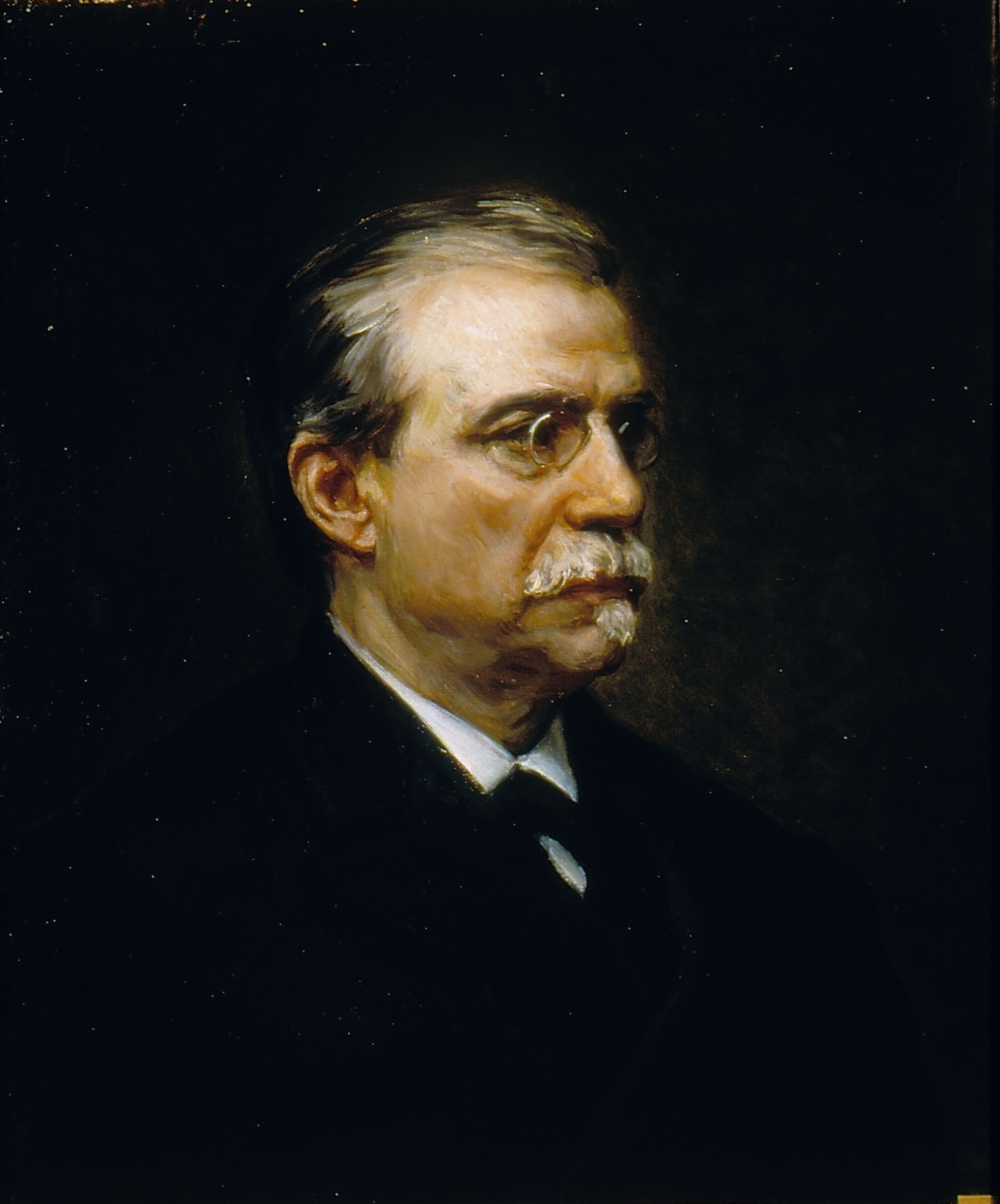
Antonio Cánovas del Castillo, por Ricardo de Madrazo (1896, óleo sobre tela,, Senado)

1. La Revolución Gloriosa de 1868 y los seis años de revolución siguientes, en los que el país derrocó a la reina Isabel II y a la monarquía, y posteriormente tuvo que intentar llenar el vacío político con un gobierno estable.
2. La Primera República española que duró solo 22 meses.
3. El proyecto de la Restauración de Antonio Cánovas del Castillo fue un intento de crear una monarquía constitucional basada en la Gran Bretaña victoriana, que comenzó poco después de que la monarquía borbónica fuera restaurada en la persona de Alfonso XII gracias pronunciamiento de Sagunto por el general Arsenio Martínez Campos. Poco después Cánovas fue nombrado primer ministro por Alfonso XII en 1874. Se ideó un sistema llamado «turno pacífico» o «turnismo» , en el que dos partidos políticos se alternaban el control del gobierno mediante un proceso electoral rigurosamente orquestado y controlado. La Restauración tuvo un éxito razonable en restablecer la estabilidad política, pero finalmente culminó con la Segunda República española en 1931.

Los años comprendidos entre 1876 y 1898 son de hastío creativo debido al proyecto de la Restauración de Cánovas durante el reinado de Alfonso XIII. Cuando España pierde en 1898 las colonias la sociedad vuelve a poner el dedo en la llaga de la Revolución de 1868 (Revolución de la Gloriosa). La literatura del realismo se halla anquilosada y, pese a su estabilidad, la vida política se encuentra corrompida por la oligarquía, el caciquismo y el régimen de turno de partidos, que se está descomponiendo en banderías internas en el seno de los grandes partidos progresista y conservador, mientras que un tercer gran partido, el democrático, permanece marginado y ninguneado por el reparto canovista del poder. Las perspectivas profesionales de los escritores noventayochistas habían alcanzado su cima (o estaban haciéndolo). Los más viejos se acercan a la edad de Galdós y los más jóvenes a la de Unamuno. Esto significa, en contraste con la generación del 98, que se habían formado espiritualmente en los tiempos de la Revolución de septiembre.

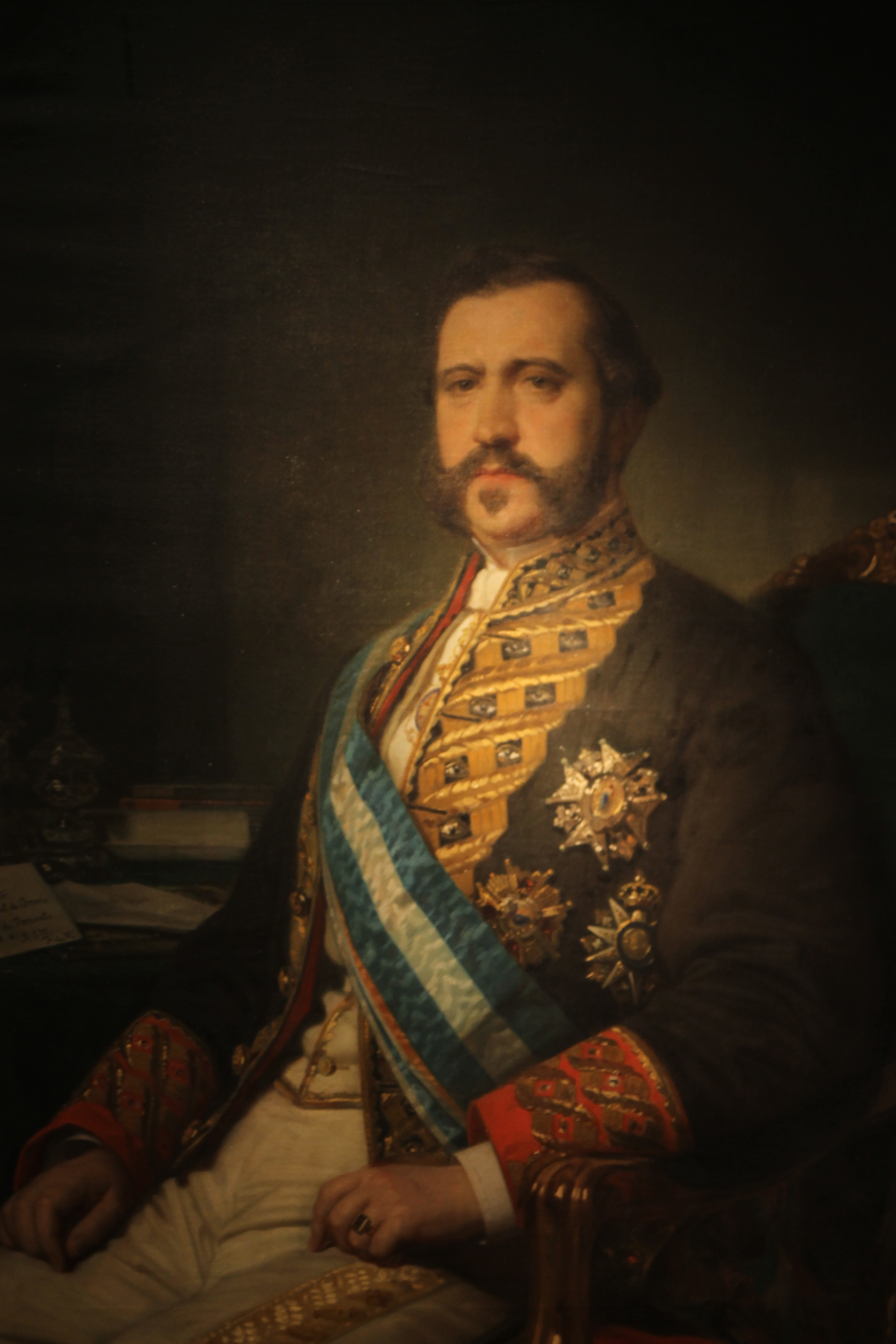
El ministro de fomento Manuel Orovio

## El proyecto de restauración
Las primeras críticas intelectuales surgieron en los albores del movimiento de la Restauración. En 1875, el ministro de Fomento, Manuel Orovio (1817-1883), buscó reforzar los valores españoles tradicionales y la unidad católica de España, mediante un edicto conocido como el Decreto Orovio. El rechazo al decreto y a la circular por parte de varios catedráticos y profesores, que por esta causa fueron suspendidos o cesados, provocó la llamada segunda cuestión universitaria (la primera había tenido lugar nueve años antes, en 1866, durante el reinado de Isabel II).

## Represión académica
Esta represión fue una respuesta a diversos intentos, en particular, pero no exclusivamente, de la élite intelectual que se menciona a continuación, de introducir alguna forma de democracia liberal tanto en la vida académica española como en la sociedad en general.
Varios profesores progresistas fueron despedidos de la Universidad Central de Madrid por promover las ideas de Karl Christian Friedrich Krause (1781-1832), filósofo alemán defensor del krausismo.

## La Institución Libre de Enseñanza
En 1876, estos profesores destituidos, liderados por Francisco Giner de los Ríos, fundaron la Institución Libre de Enseñanza (ILE), una institución educativa privada y laica que comenzó con la enseñanza universitaria y posteriormente extendió sus actividades a la educación primaria y secundaria. Su labor constituyó un repudio indirecto a la instrucción oficial de la época, que consideraban ineficaz, insuficiente y sujeta a un control asfixiante por intereses políticos y religiosos. La Institución se apartó de esta norma al enfatizar la importancia de la libertad intelectual y la superación moral.

## Contexto histórico
Los años comprendidos entre 1876 y 1898 son de hastío creativo debido al proyecto de la Restauración de Cánovas durante el reinado de Alfonso XIII. Cuando España pierde en 1898 las colonias la sociedad vuelve a poner el dedo en la llaga de la Revolución de 1868 (Revolución de la Gloriosa). La literatura del realismo se halla anquilosada y, pese a su estabilidad, la vida política se encuentra corrompida por la oligarquía, el caciquismo y el régimen de turno de partidos, que se está descomponiendo en banderías internas en el seno de los grandes partidos progresista y conservador, mientras que un tercer gran partido, el democrático, permanece marginado y ninguneado por el reparto canovista del poder. Las perspectivas profesionales de los escritores noventayochistas habían alcanzado su cima (o estaban haciéndolo). Los más viejos se acercan a la edad de Galdós y los más jóvenes a la de Unamuno. Esto significa, en contraste con la generación del 98, que se habían formado espiritualmente en los tiempos de la Revolución de septiembre.
Lo importante de considerarlos en conjunto es el hecho de que han vivido dos épocas emocional e intelectualmente distintas.
1. La revolucionaria: efervescencia ideológica, afán de reforma y confianza en la virtud correctora de los programas políticos.
2. La restauradora: atonía de los espíritus, el apocamiento con que se abordan ineludibles problemas, la sospecha que inspira toda idea de cambio y la creciente desconfianza en la política vigente.

Se trata pues de hombres doblemente engañados ya que vieron fracasar dos estructuras políticas de cariz contradictorio (Revolución y Restauración). De estos dos experimentos políticos los intelectuales del 98 sacaron una misma conclusión: la urgencia de buscar en zonas de pensamiento y actividad ajenas a la política los medios de rescatar a España de su progresiva catalepsia [muerte aparente].
La primera repulsa intelectual tuvo lugar en los albores de la Restauración. En 1876 Francisco Giner de los Ríos funda la Institución Libre de Enseñanza. Su tarea constituye el repudio indirecto de la enseñanza oficial, probadamente ineficaz e insuficiente en aquella época, y sujeta a la agobiante tutela de los intereses políticos y religiosos.
Se planteó entonces el problema de la personalidad histórica de España (así como lo hiciesen en Francia poco antes tras la derrota de Sedán). Unamuno estudió el casticismo, Ricardo Macías Picavea la «pérdida de la personalidad», Rafael Altamira la psicología del pueblo español, Joaquín Costa la personalidad histórica de España…

## Figuras clave
El Grupo de los Tres (Baroja, Azorín y Maeztu), comenzaron a escribir en una vena juvenil hipercrítica e izquierdista que más tarde se orientará a una concepción tradicional de lo viejo y lo nuevo. Pronto, sin embargo, siguió la polémica: Pío Baroja y Ramiro de Maeztu negaron la existencia de tal generación, y más tarde Pedro Salinas la afirmó, tras minuciosos análisis, en sus cursos universitarios y en un breve artículo aparecido en Revista de Occidente (diciembre de 1935), siguiendo el concepto de «generación literaria» definido por el crítico literario alemán Julius Petersen; este artículo apareció luego en su Literatura española. Siglo XX (1949). 
José Ortega y Gasset distinguió dos generaciones en torno a las fechas de 1857 y 1872, una integrada por Ganivet y Unamuno y otra por los miembros más jóvenes. Su discípulo Julián Marías, utilizando el concepto de «generación histórica», y la fecha central de 1871, estableció que pertenecen a ella Miguel de Unamuno, Ángel Ganivet, Valle-Inclán, Jacinto Benavente, Carlos Arniches, Vicente Blasco Ibáñez, Gabriel y Galán, Manuel Gómez-Moreno, Miguel Asín Palacios, Serafín Álvarez Quintero, Pío Baroja, Azorín, Joaquín Álvarez Quintero, Ramiro de Maeztu, Manuel Machado, Antonio Machado y Francisco Villaespesa. No incluyó a mujeres, pero de hecho Carmen de Burgos «Colombine» (1867-1932), Consuelo Álvarez Pool «Violeta» (1867-1959), Concha Espina (1869-1955) o María de Maeztu (1881-1948), podrían pertenecer a ella, pues se encuentran en esa franja de fechas y sus características coinciden.
La crítica al concepto de generación fue realizada inicialmente por Juan Ramón Jiménez en un curso dictado en la década de 1950 en la Universidad de Puerto Rico (Río Piedras), y luego por un importante grupo de críticos que desde Federico de Onís, Ricardo Gullón, Allen W. Phillips, Ivan Schulman, y termina con las últimas aportaciones de José Carlos Mainer, Germán Gullón, entre otros. Todos ellos han puesto en duda la oposición del concepto de generación del 98 y de modernismo.

## Nómina

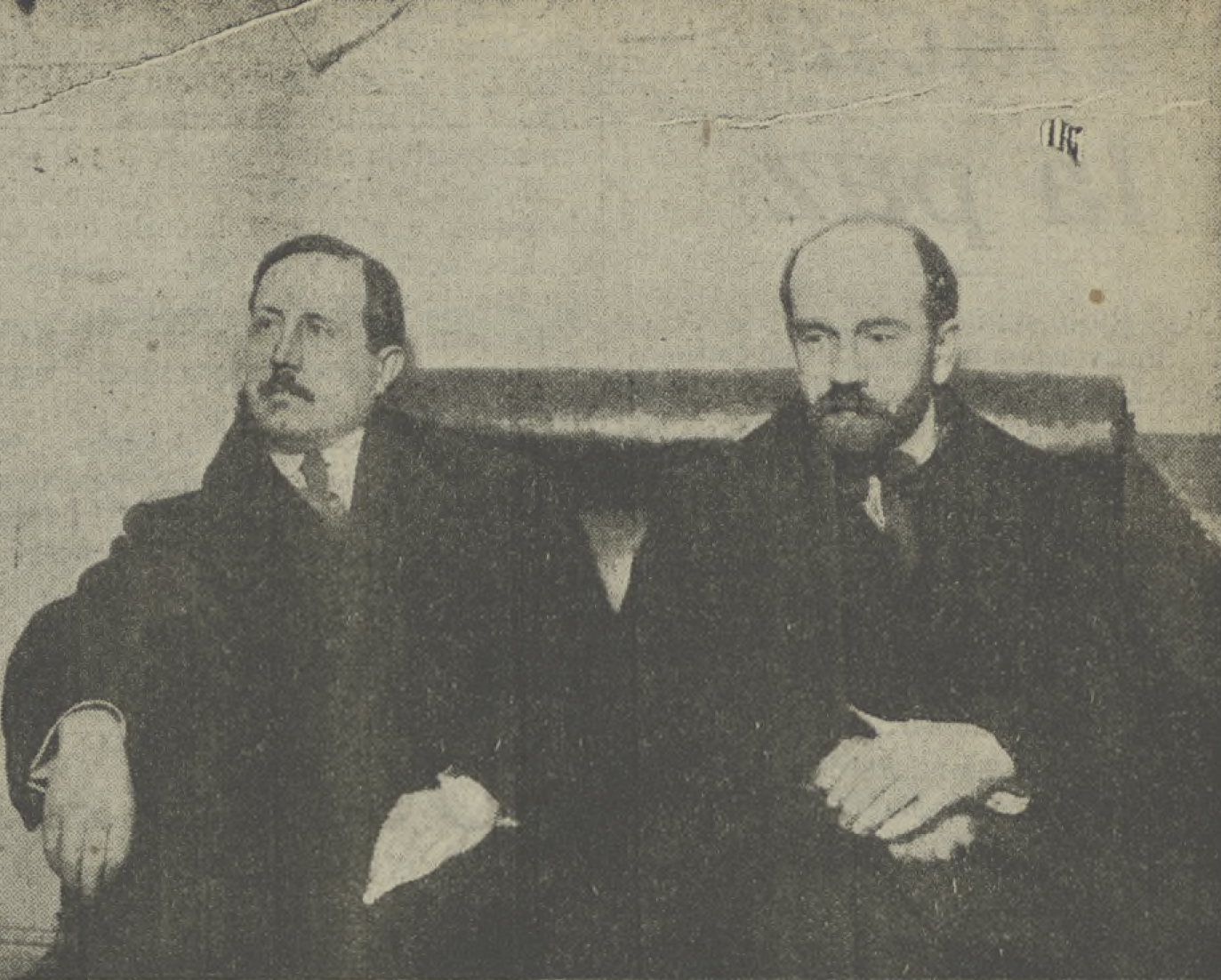
Fotografía de 1912 de Azorín (izquierda) y Pío Baroja (derecha).

Formado inicialmente por el llamado Grupo de los Tres (Baroja, Azorín y Maeztu), entre los integrantes más significativos de este grupo podemos citar a Ángel Ganivet, Miguel de Unamuno, Enrique de Mesa, Ramiro de Maeztu, Azorín, Antonio Machado, los hermanos Pío y Ricardo Baroja, Ramón María del Valle-Inclán y el filólogo Ramón Menéndez Pidal. Algunos incluyen también a Vicente Blasco Ibáñez, que por su estética puede considerarse más bien un escritor del naturalismo, y también al dramaturgo Jacinto Benavente. 
Como autoras son reconocidas Carmen Baroja, Blanca de los·Ríos, Sofía Casanova, Carmen de Burgos, Concha Espina, María Goyri, María Lejárraga, Isabel Oyarzábal, Pilar Millán Astray, María de Maeztu, Consuelo Álvarez Pool y Victoria Kent.
Artistas de otras disciplinas pueden también considerarse dentro de esta estética, como por ejemplo los pintores Zuloaga, Romero de Torres y Ricardo Baroja, también escritor este último. Entre los músicos destacan Isaac Albéniz y Enrique Granados.
Miembros menos destacados (o menos estudiados) de esta generación fueron Ciro Bayo (1859-1939), los periodistas, ensayistas y narradores Manuel Bueno (1874-1936), José María Salaverría (1873-1940) y Manuel Ciges Aparicio (1873-1936), Mauricio López-Roberts, Luis Ruiz Contreras (1863-1953), Rafael Urbano (1870-1924) y muchos otros.
La mayoría de los textos escritos durante esta época literaria se produjeron en los años inmediatamente posteriores a 1910 y están siempre marcados por la autojustificación de los radicalismos y rebeldías juveniles (Machado en los últimos poemas incorporados a Campos de Castilla, Unamuno en sus artículos escritos durante la I Guerra Mundial o en la obra ensayística de Pío Baroja).

## Centros de reunión

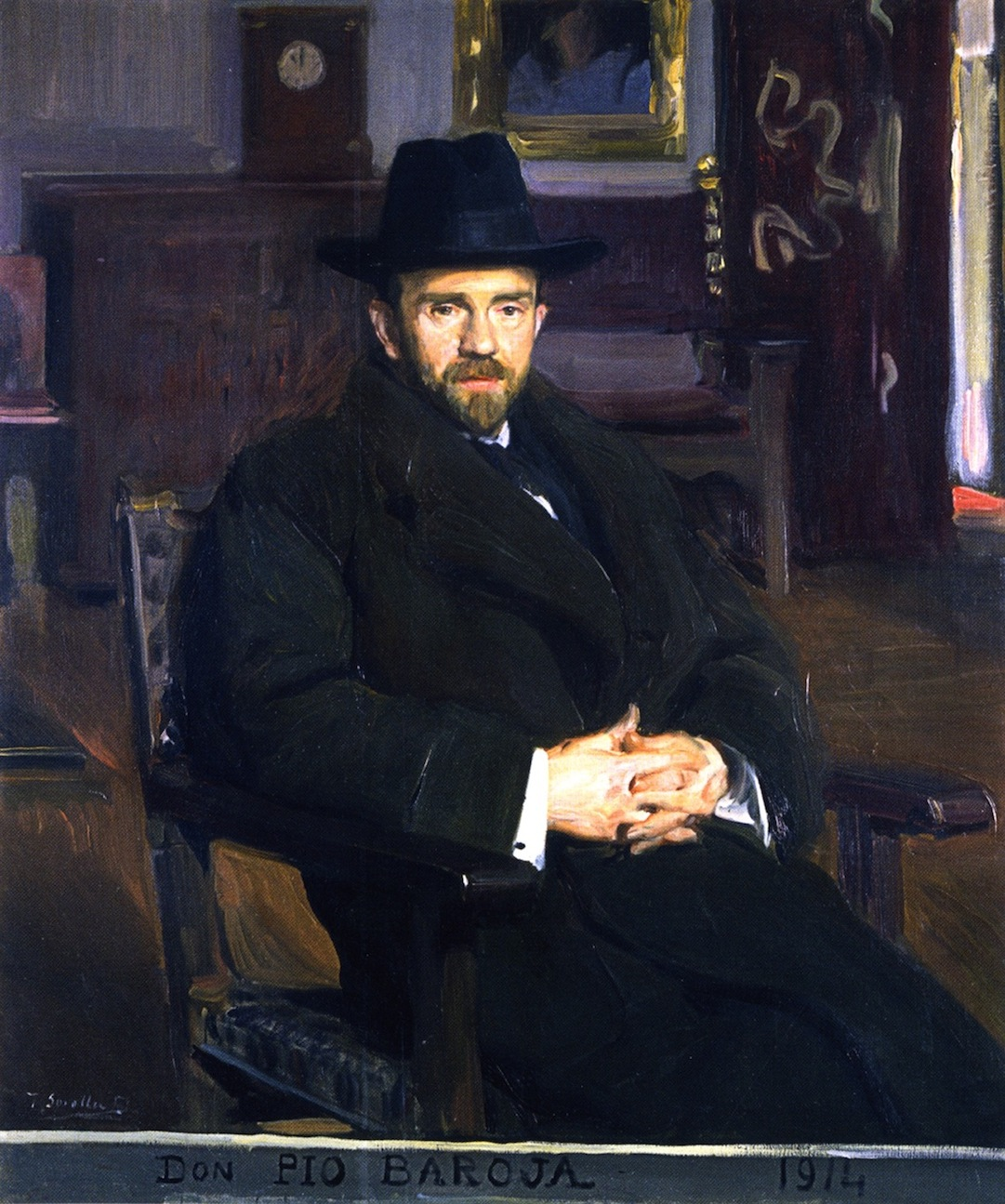
Retrato de Pío Baroja (1914), obra de Sorolla.

Benavente y Valle-Inclán presidían tertulias en el Café de Madrid; las frecuentaban Rubén Darío, Maeztu y Ricardo Baroja. Poco después Benavente y sus seguidores se fueron a la Cervecería Inglesa, mientras que Valle-Inclán, los hermanos Machado, Azorín y Pío Baroja tomaban el Café de Fornos. El ingenio de Valle-Inclán le llevó luego a presidir la del Café Lyon d'Or y la del nuevo Café de Levante, sin duda alguna la que congregó a mayor número de participantes.

## Revistas
Los autores de la generación del 98 se agruparon en torno a algunas revistas características, Don Quijote (1892-1902), Germinal (1897-1899), Vida Nueva (1898-1900), Revista Nueva (1899), Electra (1901), Helios (1903-1904) y Alma Española (1903-1905).

## Libros de memorias
No fueron muy aficionados los autores del 98 a hablar de sus compañeros. Pío Baroja dejó bastantes recuerdos  de ellos en dos libros de memorias, Juventud, egolatría (1917) y los siete volúmenes póstumos Desde la última vuelta del camino. Ricardo Baroja hizo lo propio en Gente del 98 (1952). Unamuno dejó varios textos autobiográficos sobre su juventud, pero pocos sobre su edad madura.
Carmen Baroja escribió unos recuerdos como ejercicio personal de memoria, Recuerdos de una mujer de la generación del 98.  Ella se adscribió a la Generación del 98 por afinidad estética y porque compartió espacios con los adscritos a ella. En la parte final de su obra, ofreció sus opiniones sobre su hermano Pío Baroja, José Ortega y Gasset, Gregorio Marañón, José Gutiérrez Solana y Gómez de la Serna y, en general, las críticas que formula son negativas. Arremete contra la admiración que profesaban hacia la aristocracia y contra ciertas cualidades que las relacionaba con el exceso. El aspecto más interesante de estos recuerdos es la desmitificación de la figura del escritor, separando al hombre de su obra y valorando más esta última que la personalidad de su creador.

## Características
Los autores de la generación mantuvieron, al menos al principio, una estrecha amistad y se opusieron a la España de la Restauración; Pedro Salinas ha analizado hasta qué punto pueden considerarse verdaderamente una generación historiográficamente hablando. Lo indiscutible es que comparten una serie de puntos en común:

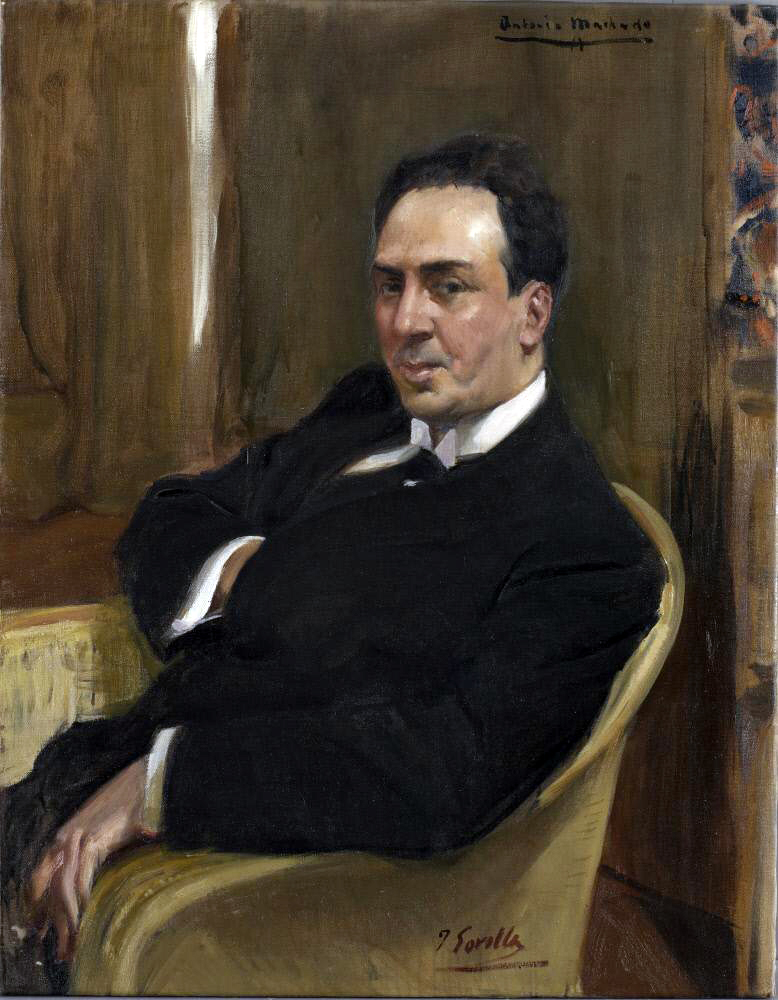
Joaquín Sorolla, Antonio Machado (diciembre de 1917). Óleo sobre lienzo. Hispanic Society of America (Nueva York). Sorolla se lo regaló a Machado, compañero suyo en la Institución Libre de Enseñanza, "como un poema personal".

- Distinguieron entre una España real miserable y otra España oficial falsa y aparente. Su preocupación por la identidad de lo español está en el origen del llamado debate sobre el ser de España, que continuó aún en las siguientes generaciones.
- Sienten un gran interés y amor por la Castilla de los pueblos abandonados y polvorientos; revalorizan su paisaje y sus tradiciones, su lenguaje castizo y espontáneo. Recorren las dos mesetas escribiendo libros de viajes, resucitan y estudian los mitos literarios españoles y el romancero. Así al menos Enrique de Mesa (1878-1929), Miguel de Unamuno (1864-1936) y aun Ricardo León y Román (1877-1943), si podemos incluirlo en esta generación.
- Rompen y renuevan los moldes clásicos de los géneros literarios, creando nuevas formas en todos ellos. En la narrativa, la nivola unamuniana, la novela impresionista y lírica de Azorín, que experimenta con el espacio y el tiempo y hace vivir al mismo personaje en varias épocas; la novela abierta y disgregada de Baroja, llena de personajes, casi un protagonista colectivo, influida por el folletín; o la novela casi teatral y cinematográfica de Valle-Inclán. En el teatro, el esperpento y el expresionismo de Valle-Inclán o los dramas filosóficos de Unamuno.
- Rechazan la estética del realismo y su estilo de frase amplia, de elaboración retórica y de carácter menudo y detallista, prefiriendo un lenguaje más cercano a la lengua de la calle, de sintaxis más corta y carácter impresionista; recuperaron las palabras tradicionales y castizas campesinas.
- Intentaron aclimatar en España las corrientes filosóficas del irracionalismo europeo, en particular de Friedrich Nietzsche (Azorín, Maeztu, Baroja, Unamuno), Arthur Schopenhauer (especialmente en Baroja), Sören Kierkegaard (en Unamuno) y Henri Bergson (Antonio Machado).
- El pesimismo[8] es la actitud más corriente entre ellos y la actitud crítica y descontentadiza les hace simpatizar con románticos como Mariano José de Larra, al que dedicaron un homenaje y Carmen de Burgos, una biografía.
- Ideológicamente comparten las tesis del regeneracionismo, en particular de Joaquín Costa, que ilustran de forma artística y subjetiva.

- Ofrecen un carácter subjetivo en sus obras. La subjetividad toma mucha importancia en la generación del 98 y en el modernismo.

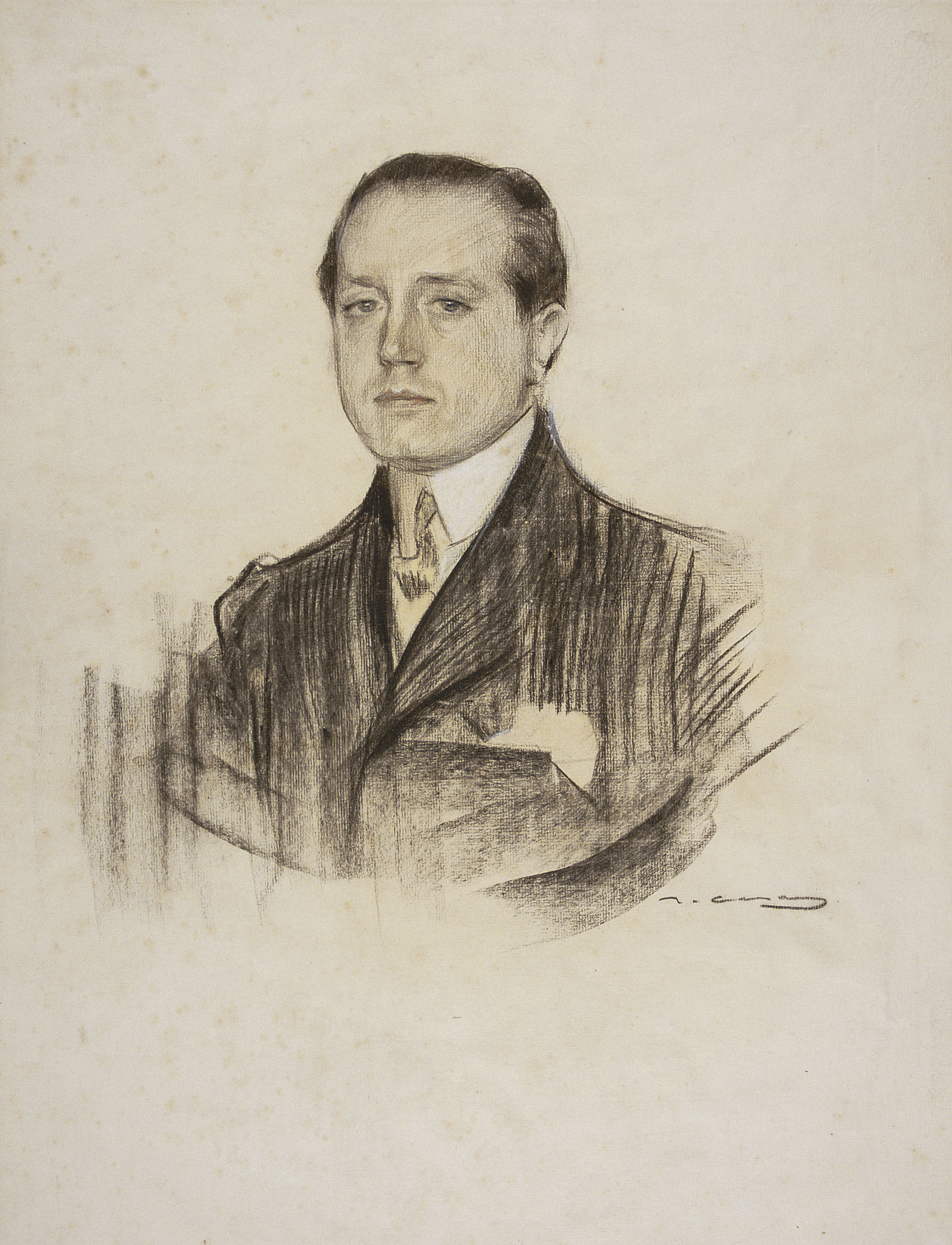
Azorín, retrato de Ramón Casas.

Por un lado, los intelectuales más modernos, secundados a veces por los propios autores criticados, sostenían que la generación del 98 se caracterizó por un aumento del egotismo, por un precoz y morboso sentimiento de frustración, por la exageración neorromántica de lo individual y por su imitación servil de las modas europeas del momento.
Por otra parte, para los escritores de la izquierda revolucionaria de los años treinta, la interpretación negativa de la rebeldía noventayochesca se une a una fundamentación ideológica: el espíritu finisecular de protesta responde al sarampión juvenil de un sector de la pequeña burguesía intelectual, condenado a refluir en una actitud espiritualista y equívoca, nacionalista y antiprogresiva. Ramón J. Sender mantenía todavía en 1971 la misma tesis (aunque con supuestos diferentes).
Los problemas a la hora de definir a la generación del 98 siempre han sido (y son) numerosos ya que no se puede abarcar la totalidad de experiencias artísticas de una extensa trayectoria temporal. La realidad del momento era muy compleja y no permite entender la generación basándose en la vivencia común de unos mismos hechos históricos (ingrediente básico de un hecho generacional). Esto se debe a un triple motivo:
1. La crisis política de finales del siglo XIX afectó a bastantes más escritores que los englobados en la generación del 98.
2. No se puede restringir la experiencia histórica de los autores nacidos entre 1864 y 1875 (fechas de nacimiento de Unamuno y Machado) al resentimiento nacionalista producido por la pérdida de las colonias. Se afianzaba además por aquellos años en España una comunidad social y económica casi moderna.
3. El auge del republicanismo y la pugna anticlerical (1900-1910), así como importantes huelgas, sindicalismo, movilizaciones obreras o atentados anarquistas.

## Análogos europeos
Los autores noventayochescos tienen evidentes paralelos europeos:
- El quietismo de Unamuno remite a los problemas vividos por André Gide.
- El teatro galaico de Valle-Inclán parece resonar en el teatro irlandés de la década de 1920.
- Azorín reúne la sensibilidad reaccionaria para el pasado cultural (típica de Italia) y teatral.
- Teixeira de Pascoaes es afín en muchos aspectos a la generación del 98. Fue gran amigo de Unamuno.

El periodismo en tanto práctica literaria habitual y la condición intelectual en tanto talante personal desarrollan una nueva modalidad ensayística, ajustada a una temática en la que la evocación o lo confesional enmarcan temas de reflexión muy característicos.
La crisis de la novela o del teatro son vividas con peculiar intensidad en la nivola unamuniana, el desmoronamiento del relato en Azorín o por la peculiar teoría narrativa de Baroja.

## Léxico del 98
Si importante es la generación del 98 en la literatura española, también lo es para el historiador de la lengua. En los textos de los escritores mencionados se aprecia la realidad del lenguaje, plural en circunstancias y en recursos. Estudiando la neología y los neologismos de la generación del 98, se ha podido constatar la renovación de elementos constitutivos del español, la función del léxico como recurso caracterizador de personajes y ambientes (guindilla, guinda, rosera), el ingenio del propio autor para fecundar el idioma («verde-reuma» es creación de Valle-Inclán, «piscolabis» es voz barojiana) y la capacidad de este para captar las innovaciones léxicas que surgieron en diferentes ámbitos: abracadabrante, afiche, alopatía, cabaré, crupier, charcutería, charcutero, chic, eslogan, estor, frufrú, maquillaje, mitomanía, papillote, pose, vodevil, etc.
El corpus del léxico del 98 representa una suma de idiolectos o sistemas lingüísticos individuales que en su totalidad permiten vislumbrar la evolución del español desde el siglo XIX hasta la primera mitad del siglo XX, en una época en que el léxico estándar creció por la integración de palabras procedentes de léxicos parciales (jergas, lenguaje técnico-científico, v. Haensch, 1997, 55). Numerosas voces del 98 son generacionales, las emplearon varios escritores de este grupo y posteriormente cayeronen desuso: cocota, batracio, bilbainismo, horizontal, rastacuerismo, rayadillo, dinero-esquema, intraespañolización, catedraticina, etc. Este léxico fue empleado por Juan Manuel de Prada en Las máscaras del héroe, que recrea la época.
En general, se esfuerzan por aportarnuevas ideasy por elevar a la categoría de obra de arte la realidad socio- cultural en la que se prepararon para salir a otros mundos. El espíritu de los pueblos se recupera con la palabra.

## La generación del 98 en la música
El panorama musical español también se vio afectado por la crisis del 98, y se contagió del clima regeneracionista que propiciaron los intelectuales de la época.
Encomiable labor en este sentido fue la que realizó el musicólogo Felipe Pedrell. Ya en 1897 había escrito el manifiesto Por Nuestra Música, y entre otras obras suyas, publicó el Cancionero musical Popular Español. Además de ser el padre de la musicología y etnomusicología en España, en el terreno de la composición abrió las puertas hacia un nacionalismo musical español, como ya existía un nacionalismo musical ruso, bohemio, escandinavo... Después de introducir a Wagner (paradigma del nacionalismo alemán en la ópera) en España, trató de impulsar un nacionalismo análogo a la española. Pedrell es más conocido por su labor como teórico, musicólogo, y crítico que como compositor. No obstante, la composición musical probablemente no habría sido la misma sin él, porque marcó el camino a otros compositores de la generación del 98 y posteriores. Isaac Albéniz, fue un pianista virtuoso que escribió la Suite Iberia, la Suite Española, y la ópera Pepita Jiménez. Enrique Granados, también pianista, autor de Doce Danzas Españolas, y Goyescas). El virtuoso violinista Pablo Sarasate compuso todo tipo de obras exaltando el variadísimo folclore español, de norte a sur.
También se puede hablar de análogos europeos para los músicos de este periodo. Pedrell era conocido como el Wagner español, mientras que Albéniz y Sarasate eran comparados con Debussy y Paganini respectivamente.